# Bicker
Bicker – wieś w Anglii, w hrabstwie Lincolnshire, w dystrykcie Boston. Leży 42 km na południowy wschód od Lincoln i 158 km na północ od Londynu.